# ای‌ام‌پی

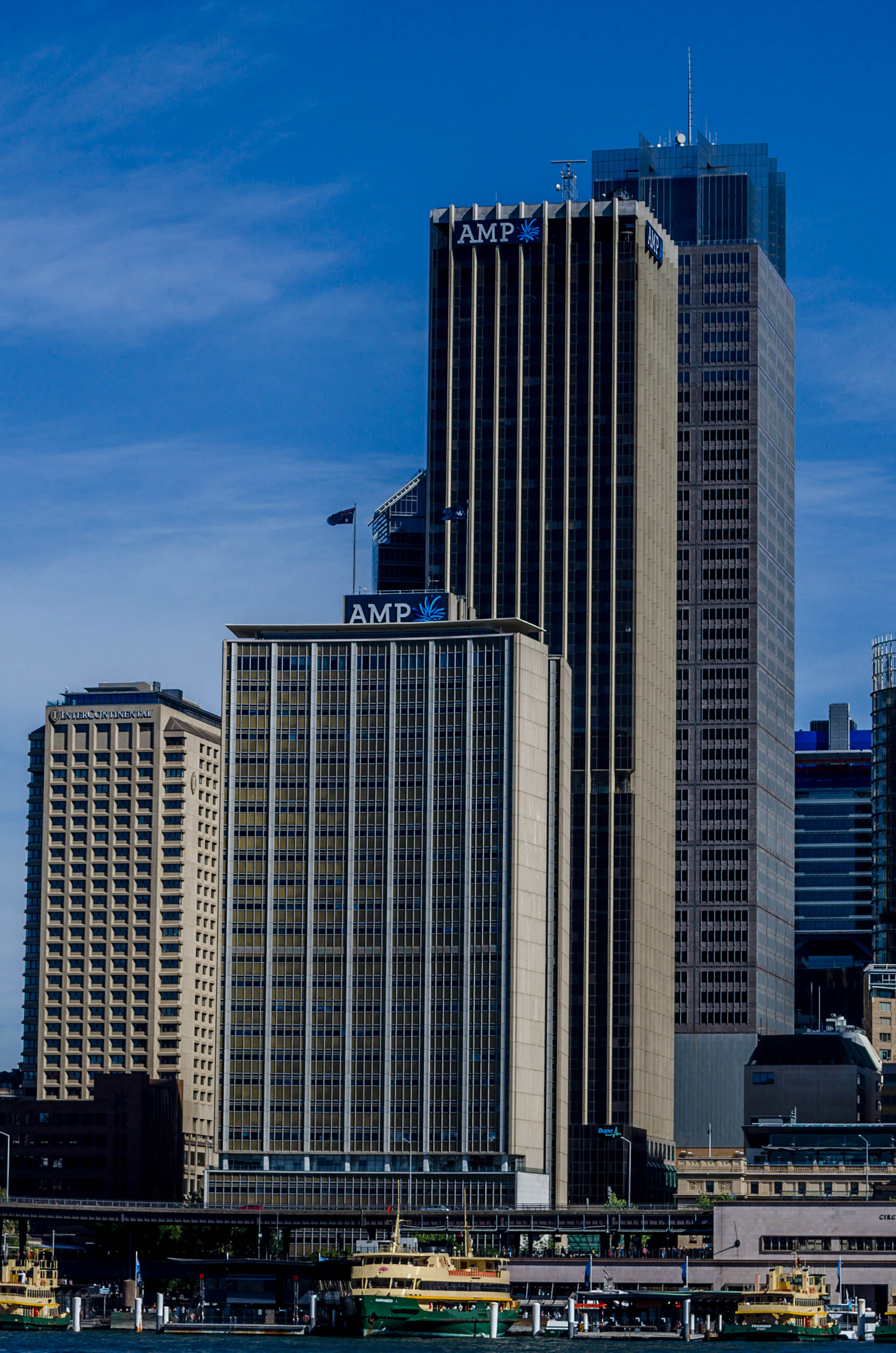
ساختمان مرکزی ای‌ام‌پی در شهر سیدنی

ای‌ام‌پی (به انگلیسی: AMP) شرکت خدمات مالی استرالیایی است، که در زمینه ارائه خدمات بانکداری، برنامه‌ریزی مالی، بیمه عمر و مزایای بازنشستگی، همچنین سرمایه‌گذاری در املاک و مستغلات، حقوق مالکیت و احداث زیرساخت‌ها فعالیت می‌نماید.
شرکت ای‌ام‌پی در سال ۱۸۴۹ توسط دیوید جونز تأسیس شد و در حال حاضر دارای عملیات در کشورهای استرالیا، نیوزیلند، چین، بریتانیا، بحرین، هنگ کنگ، سنگاپور، ژاپن، هند و ایالات متحده آمریکا می‌باشد.
دفتر مرکزی این شرکت در شهر سیدنی، استرالیا قرار دارد و بخشی از سهام آن در بازارهای بورس نیوزیلند و بورس اوراق بهادار استرالیا معامله می‌شود.